# Luísa Carolina de Hochberg
Luísa Carolina de Hochberg (em alemão:  Luise Karoline von Hochberg; Karlsruhe, 26 de maio de 1768 — Karlsruhe, 23 de junho de 1820) foi a segunda esposa do grão-duque Carlos Frederico de Baden.

## Origens
Luísa Carolina Greyer de Geyersberg era filha do tenente-coronel e barão Luís Henrique Filipe Greyer de Geyersberg, que morreu pouco depois do seu nascimento. Os seus padrinhos eram o marquês Carlos Frederico de Baden e a sua primeira esposa, a condessa Carolina Luísa. Luísa Carolina recebeu uma boa educação e andou numa escola privada em Colmar. Quando terminou a sua educação, tornou-se dama-de-companhia da princesa-herdeira Amália na corte de Baden-Durlach.

## Casamento com Carlos Frederico
A 24 de novembro de 1787, Luísa casou-se com o marquês Carlos Frederico de Baden-Durlach (grão-duque de Baden a partir de 1806), que tinha ficado viúvo em 1783, mas o casamento foi considerado morganático, já que Luísa não tinha a mesma posição social do marido. Quando se casou, recebeu o título de baronesa de Hochberg. Em 1796, o seu título foi elevado a condessa imperial de Hochberg pelo sacro-imperador Francisco II. Nunca recebeu o título de marquesa-consorte, já que este pertencia à esposa falecida de Carlos Frederico.
Uma vez que os seus filhos tinham um título de menos importância, foram excluídos da linha de sucessão. Em 1796, os seus filhos receberam o título de condes e condessa de Hochberg. Carlos Frederico também deixou claro no seu testamento que, caso a linha masculina do seu primeiro casamento se extinguisse, os seus filhos do segundo casamento, teriam direitos de sucessão. Esse desejo foi confirmado pelos seus filhos do primeiro casamento e pelo sacro-imperador.

Luísa por volta de 1811

Finalmente, quando nem o neto legitimo e herdeiro, o grão-duque Carlos I, nem os seus filhos do primeiro casamento tiveram filhos de sexo masculino para herdar o trono, o grão-duque Carlos Frederico pediu ao conselho de príncipes em Aachen a 20 de novembro de 1818, semanas antes da sua morte, que desse o título de marqueses aos filhos de Luísa Carolina. Ela própria ainda tinha o título de condessa. Finalmente, em 1830, dez anos depois da morte de Luísa e depois da morte de Luís I, que tinha sido o último governante da velha linha de sucessão, o seu filho Leopoldo tornou-se grão-duque de Baden. Os seus direitos de sucessão foram reforçados quando Baden teve uma constituição em 1818 e as grandes potências reconheceram os seus direitos de sucessão no Tratado de Frankfurt em 1819. Os descendentes de Luísa governaram o grão-ducado até 1918 e os actuais pretendentes são também seus descentes.

## Kaspar Hauser
Surgiu um rumor de que Luísa Carolina tinha substituído o primeiro filho nascido do grão-duque Carlos e da grã-duquesa Estefânia por um bebé morto para que fossem os seus filhos a suceder ao trono. Quando surgiu Kasper Hauser, muitos acreditaram que era ele o príncipe desaparecido de Baden. Os historiadores modernos não encontraram provas para esta lenda.

## Descendência
- Leopoldo I de Baden (29 de agosto de 1790 – 24 de abril de 1852), casado com a princesa Sofia da Suécia; com descendência.
- Guilherme de Baden (8 de abril de 1792 – 11 de outubro de 1859), casado com a princesa Isabel Alexandrina de Württemberg; com descendência.
- Frederico Alexandre de Baden (10 de junho de 1793 – 18 de junho de 1793), morreu com oito dias de idade.
- Amália de Baden (26 de janeiro de 1795 – 14 de setembro de 1869), casada com o príncipe Carlos Egon II de Fürstenberg; com descendência.
- Maximiliano de Baden (8 de dezembro de 1796 – 6 de março de 1882).

Predefinição:Commoscat